# Zemskij sobor
Zemskij sobor (russisk: зе́мский собо́р, tr. zémskij sobór) var den første russiske parlamentariske forsamling, svarende til en stænderforsamling, i 1500- og 1600-tallet. Zemskij sobor kunne indkaldes af zaren, patriarkerne eller bojardumaen.
Ud over zaren deltog følgende i zemskij sobor:
1. Adel og højere bureaukrati, herunder bojardumaen.
2. Den hellige Sobor af højere ortodokse præster.
3. Repræsentanter for handlende og byens borgere (tredje stand).

Den første zemskij sobor blev afholdt af zar Ivan den Grusomme i 1549. Den sidste afholdtes i 1684.